# Tia Carrereová
Tia Carrereová, rodným jménem Althea Rae Duhinio Janairo (* 2. ledna 1967, Honolulu, Havaj) je americká herečka, modelka a zpěvačka, která se do širšího povědomí zapsala rolí Cassandry ve Waynově světě a Waynově světě 2, jako Juno Skinnerová v akční komedii Pravdivé lži nebo postavou Sydney Foxové v seriálu Lovci pokladů.

## Osobní život

### Mládí
Narodila se jako Althea Rae Duhinio Janairo v Honolulu na Havaji do rodiny správkyně počítačové sítě Audrey Duhinio Janairové a bankéře Alexandra Janaira. Vystudovala římskokatolicky zaměřenou střední školu pro dívky Sacred Hearts Academy. Od mládí se snažila se prosadit jako zpěvačka, přestože byla v roce 1985 vyřazena již v prvním kole z televizní pěvecké soutěže Star Search. V sedmnácti letech ji během nakupování na Waikiki oslovili rodiče místního producenta. Následně došlo k jejímu obsazení ve filmu Aloha Summer, což vedlo k nastartování herecké kariéry.

### Hudební kariéra
V hudebním světě se poprvé prosadila v roce 1993, když vydala své premiérové sólové album Dream, které získalo na Filipínách platinovou desku. Stejný rok se podílela na soundtracku k filmu Batman a fantom, na němž zpívala poslední píseň I Never Even Told You. Druhé album nazvané Hawaiiana bylo vydáno v červnu 2007 a připomnělo její havajské kořeny. Producentem se stal čtyřnásobný držitel Grammy Award Daniel Ho, jenž ji doprovázel na sólovou slack-key kytaru a ukulele. Deska byla v roce 2008 nominována na Grammy Award v kategorii Nejlepší havajské album roku.
Cenu Grammy obdržela následujícího roku 2009 za třetí album Ikena. Čtvrtá deska vydaná v roce 2010 nese název He Nani. Obě poslední alba produkoval opět Ho.

### Soukromý život
V roce 1992 se provdala za Elieho Samaha. Pár se rozvedl v únoru 2000.
30. listopadu 2002 uzavřela sňatek podruhé s fotografem Simonem Wakelinem. Z manželství se narodila dcera Bianca (nar. 25. září 2005). 2. dubna 2010 podala žádost o rozvod, který byl dokonán v srpnu 2010. S dcerou žije v Los Angeles.

## Filmografie
- 2010 – Hard Breakers
- 2010 – You May Not Kiss the Bride
- 2009 – Wild Cherry

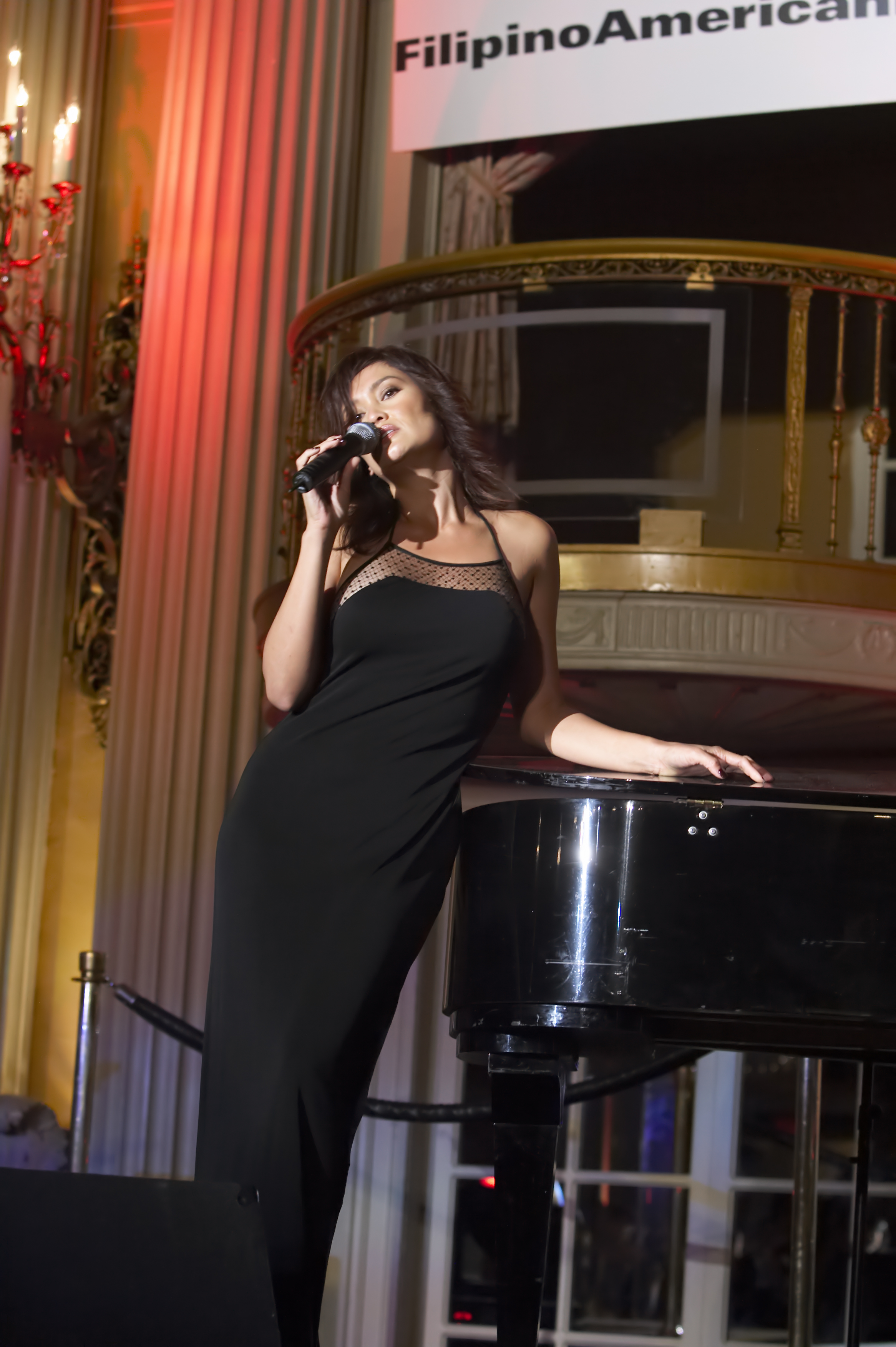
Vystoupení na udílení Duchovních cen Filipínsko-americké knihovny.

- 2008 – Dark Honeymoon (video film)
- 2008 – Untitled Liz Meriwether Project (seriál)
- 2006 – Leroy & Stitch (TV film)
- 2005 – American Dragon: Jake Long (seriál)
- 2005 – Back in the Day
- 2005 – Lilo a Stitch 2: Stitch má mouchy (video film)
- 2005 – Supernova (televizní film)
- 2004 – Megas XLR (seriál)
- 2004 – Nelítostná volba
- 2003 – Duck Dodgers (seriál)
- 2003 – Lilo a Stitch (seriál)
- 2003 – O.C. (TV seriál)
- 2003 – Plastická chirurgie s. r. o. (seriál)
- 2003 – Stitch! Film (video film)
- 2002 – Lilo & Stitch
- 2000 – Larry, kroť se (seriál)
- 1999 – Kluk od vedle
- 1999 – Lovci pokladů (seriál)
- 1999 – Merlin: The Return
- 1999 – The Night of the Headless Horseman (televizní film)
- 1999 – Zítra se žením
- 1998 – Herkules (seriál)
- 1998 – Ohrožené město
- 1998 – Operace Delta Force 3
- 1998 – Pejskaři (televizní film)
- 1997 – Johnny Bravo (seriál)
- 1997 – Kull dobyvatel
- 1997 – Parchant (televizní film)
- 1997 – Veroničiny svůdnosti (seriál)

- 1997 – Vysoká hra
- 1996 – Bláznivá škola
- 1996 – Desert Breeze (film)

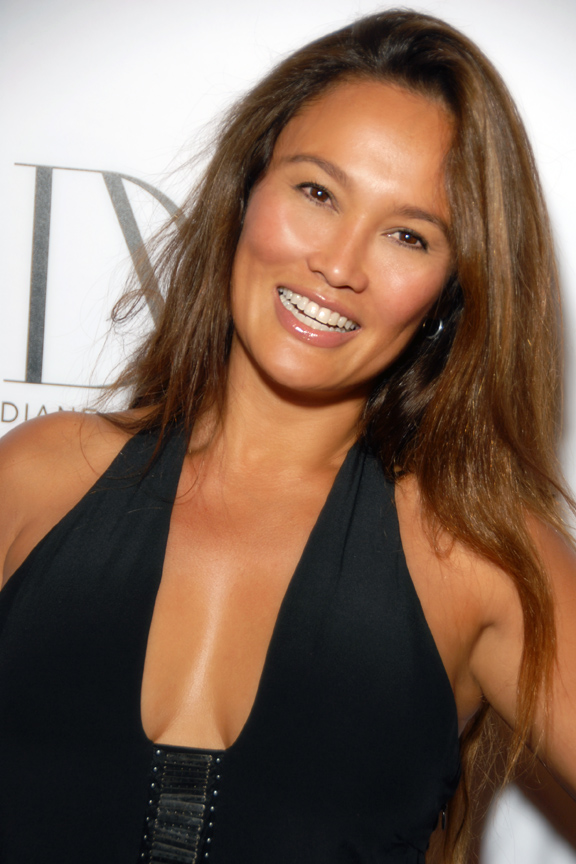
Carrereová v roce 2009.

- 1995 – Happily Ever After: Fairy Tales for Every Child (seriál)
- 1995 – MADtv (seriál)
- 1995 – Mrtvý bod
- 1995 – Murder One (seriál)
- 1995 – My Teacher's Wife
- 1995 – Nesmrtelní
- 1995 – Nothing But the Truth (film)
- 1995 – Soudcem z nouze
- 1994 – Loučení se svobodou
- 1994 – Pravdivé lži
- 1994 – Treacherous
- 1993 – Najatá k zabíjení
- 1993 – Vycházející slunce
- 1993 – Waynův svět 2
- 1992 – Intimní cizinec (film)
- 1992 – Little Sister
- 1991 – Wayneův svět
- 1991 – Harley Davidson a Marlboro Man
- 1991 – Zúčtování v Malém Tokiu
- 1990 – Fatal Mission
- 1990 – Instant Karma
- 1989 – Anything But Love (seriál)
- 1989 – Oro fino
- 1989 – Příběhy ze záhrobí (seriál)
- 1989 – Psanci (televizní film)
- 1989 – Quantum Leap (seriál)
- 1988 – Aloha Summer
- 1988 – Panský dům (seriál)
- 1987 – Četa v akci (seriál)
- 1987 – Friday the 13th (seriál)
- 1987 – Ženatý se závazky (seriál)
- 1986 – Zombie Nightmare
- 1986 – A-Team (seriál)
- 1985 – Airwolf (seriál)
- 1985 – Cover Up (seriál)
- 1985 – MacGyver (seriál)